# Panca subpunctuli
Panca subpunctuli är en fjärilsart som beskrevs av Hayward 1934. Panca subpunctuli ingår i släktet Panca och familjen tjockhuvuden. Inga underarter finns listade i Catalogue of Life.